# 巴生谷
2°40′54″N 101°39′41″E / 2.6817337°N 101.6612934°E

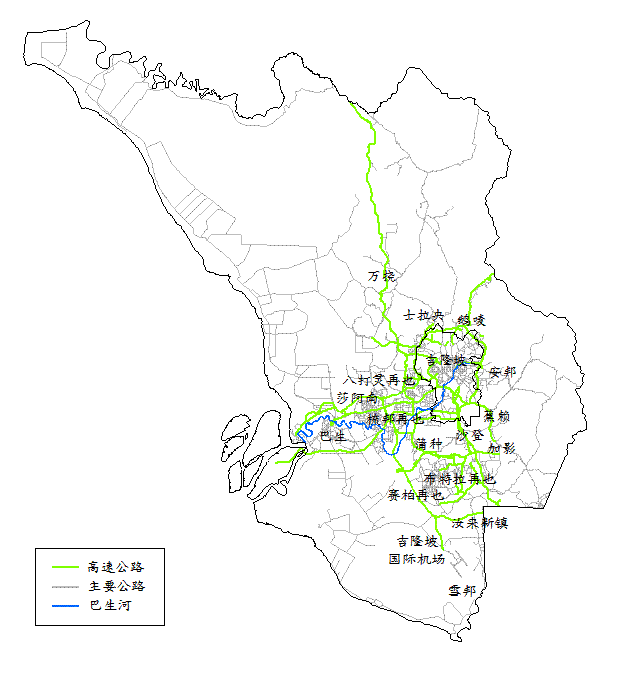
位於巴生河流域附近的主要城鎮

巴生谷（马来文：Lembah Klang; 英文：Klang Valley）即巴生河流域，是馬來西亞境內的一片地理區域，由吉隆坡與環繞其周圍的雪蘭莪州屬中部各市鎮所組成。
巴生谷位于中央山脉以南的一大片广大平原，同时巴生河经由此处流入马六甲海峡，自开拓以来就是商务发展的中心地带。在最新一次的2020年人口普查中，巴生谷地区下的地方政府人口之总和为8,455,029人，是马来西亚人口最密集的地区，但其主要的人口多是從其它州所移入及外籍劳工。

## 历史
在《航海圖》裏,巴生譯爲「吉令」。早在19世纪初开始，就已经有开拓者经由巴生河来往巴生港口和吉隆坡之间，当时的开拓者到来进行开采锡矿的工作，慢慢便扩展到吉隆坡周围的区域。

## 经济
马来西亚首都和行政中心皆位于本区域，所以许多机构将总部设立于此，其国民收入和生产总值也冠於全国其他地区。

## 交通
| 编号 | 名称                     | 缩写  | 启用年份 | 长度（公里） | 起讫点（起點、終點）            | 起讫点（起點、終點）         | 备注                                                                 |
| ---- | ------------------------ | ----- | -------- | ------------ | ------------------------------- | ---------------------------- | -------------------------------------------------------------------- |
| E1   | 南北大道北段             | NES-N | 1985     | 460          | 吉打黑木山馬-泰邊境關口         | 雪蘭莪武吉兰樟交通樞紐       | 大马首条高速公路的北段                                               |
| E2   | 南北大道南段             | NES-S | 1981     | 312          | 吉隆坡新街場                    | 柔佛新山市                   | 大馬首條高速公路的南段                                               |
| E1   | 新巴生谷大道             | NKVE  | 1993     | 35           | 雪蘭莪巴生市                    | 吉隆坡大使路                 | 南北大道的延伸路段                                                   |
| E5   | 莎亞南大道               | KESAS | 1994     | 34.5         | 雪蘭莪莎亞南                    | 吉隆坡大城堡                 | 巴生谷里的第三條東西橫向高速公路                                     |
| E6   | 南北大道第二中環銜接大道 | ELITE | 1994     | 63           | 雪蘭莪 莎亞南                   | 森美蘭汝來北區               | 銜接南北大道南、北兩段的主要道路                                     |
| E7   | 蕉賴—加影大道            | CKE   | 1998     | 11.5         | 吉隆坡蕉賴中環                  | 雪蘭莪加影13哩交通樞紐       | —                                                                    |
| E8   | 吉隆坡-加叻大道          | KLK   | 1974     | 60           | 雪蘭莪鵝嘜八哩                  | 彭亨加叻                     | 從巴生谷一帶來往雲頂高原的必經之路，因都市傳説衆多而綽號「亡靈公路」 |
| E9   | 新街場大道               | SBE   | 1998     | 28.3         | 雪蘭莪沙登南區交通樞紐          | 雪蘭莪班登英達               | 為減輕南北大道南段和隆芙大道之間的交通擁擠而建                       |
| E10  | 新班台大道               | NPE   | 2000     | 19.6         | 雪蘭莪梳邦再也 Persiaran Tujuan | 吉隆坡孟沙                   | —                                                                    |
| E11  | 白沙羅—蒲種大道          | LDP   | 1997     | 40           | 雪蘭莪斯里白沙羅交通樞紐        | 雪蘭莪布特拉白美南部交通樞紐 | 巴生谷最繁忙高速公路                                                 |

在开拓初期，开拓者仅能够通过唯一的河道来往内陆与港口之间，直到1892年才建造了第一条铁路来往吉隆坡与巴生港口。在约200年的发展之下，区域内的公路网和交通流量已经居全国的首位，并且也是目前唯一拥有轻快铁、单轨和捷运服务的区域。

## 区域范围
由于巴生谷（也称巴生河流域）仅是对某个区域的泛称，多数的人认同它包含巴生河所流经的区域，也有人把包括布城和多媒体超级走廊，以至雪邦、鹅唛和森美兰州汝来等几个重点发展区域称为第二巴生河流域，而官方至今也并无明确的边界定义。一般来说，巴生谷涵盖了以下地方政府：

巴生谷于（2016年计划边界）国会选区的定义
巴生河所流经区域
巴生谷周边区域，有时也被认为是其的一部分（万挠和冷岳河流域）
偶尔包括（电视广播覆盖等），通常被视为「中马」即马来西亚半岛中部

- 吉隆坡联邦直辖区 （市區）
  - 吉隆坡市政厅 （页面存档备份，存于）
- 布城联邦直辖区（行政首都）
  - 布城行政中心 （页面存档备份，存于）
- 雪兰莪八打灵县 （市區）
  - 莎亚南市政厅
  - 八打灵再也市政厅 （页面存档备份，存于）
  - 梳邦再也市议会
- 雪兰莪巴生县 （半郊區）
  - 巴生市议会
- 雪兰莪州鹅唛县 （半郊區）
  - 士拉央市议会 （页面存档备份，存于）
- 雪兰莪州乌鲁冷岳县 （半郊區）
  - 安邦再也市议会
  - 加影市议会 （页面存档备份，存于）
- 雪兰莪州雪邦县 （郊區）
  - 雪邦市议会 （页面存档备份，存于）